# Teoría de Morse
En topología diferencial, la Teoría de Morse permite analizar la topología de una variedad topológica a través del estudio de funciones diferenciables en esa variedad. De acuerdo con la idea básica de Marston Morse, una función diferenciable típica en una variedad reflejará de forma bastante precisa su topología.
La teoría de Morse permite además encontrar CW-complejo y obtener información sustancial acerca de su homología.
Antes de Morse, Arthur Cayley y James Clerk Maxwell desarrollaron algunas ideas de la teoría de Morse en el contexto de la topografía. Originalmente Morse aplicó su teoría a la geodesia (puntos críticos de energía funcional en las trayectorias). Estas técnicas fueron usadas en la demostración de Raoul Bott de su teorema de la periodicidad.
De forma análoga a la teoría de Morse, está la teoría de Picard-Lefschetz para variedades complejas.

## Conceptos básicos
Considerando un paisaje montañoso M, si f es la función M → R de modo que manda cada punto a su elevación, entonces la imagen inversa de un punto en R es simplemente una isolínea. Cualquier componente conectada de una isolínea es además un punto, una simple curva cerrada, o una curva cerrada con un punto doble.
Las isolíneas pueden tener puntos de mayor orden (puntos triples, etc.), pero son inestables y pueden eliminarse con una ligera deformación del paisaje. Los puntos dobles en las isolíneas aparecen en los puntos de silla o de ensilladura, que son puntos en los que el paisaje a su alrededor curva hacia arriba en una dirección y hacia abajo en la otra.
Imaginando el paisaje inundado en agua, la región cubierta de agua cuando el agua alcanza la elevación de a es f1(-∞,a], o lo que es lo mismo, los puntos cuya elevación es menor o igual a la de a. Si además se considera el cambio de topología en esta región a medida que el agua sube, se ve intuitivamente que dicha topología no cambia hasta que a supera la altura del punto crítico; es decir, un punto en el que el gradiente de f es 0. En otras palabras, la topología no cambia excepto cuando el agua (1) comienza a llenar la cuenca, (2) cubre el punto de silla, o (3) sumerge un pico.

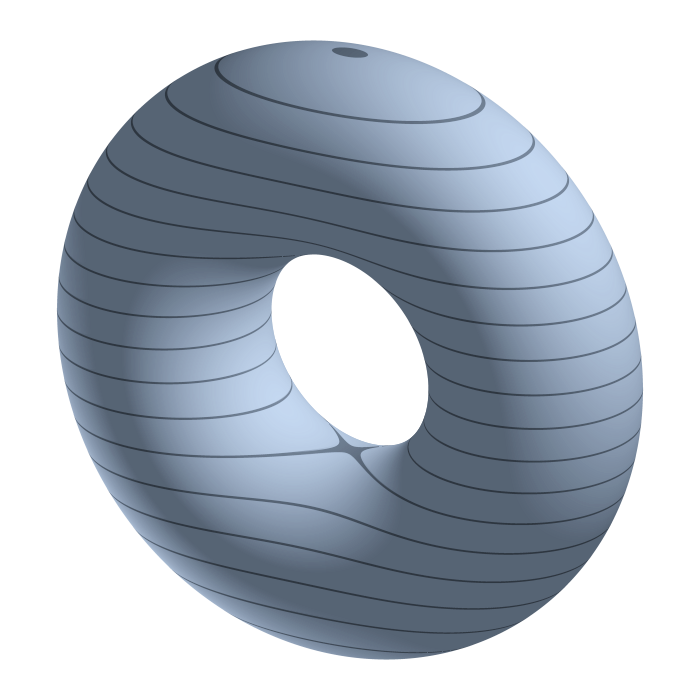
El toroide

A cada uno de estos tres tipos de puntos críticos — cuencas, ensilladuras y picos — se le asigna un número llamado índice. Se puede decir que el índice de un punto crítico b es el número de direcciones independientes alrededor de b en las que f decrece. Por tanto, los índices de las cuencas, ensilladuras y picos serán 0, 1 y 2 respectivamente. Rigurosamente hablando, el índice de un punto crítico es la dimensión de la submatriz negativa-definida de la matriz hessiana calculada en ese punto. Para el caso de mapas suaves, la matriz hessiana resulta ser una matriz diagonal.
Definamos Ma como f1(-∞,a]. Dejando aparte el contexto de la topografía se puede hacer un análisis similar al del cambio de la topografía de Ma cuando a aumenta, como un toroide orientado como en la imagen en la que f es la proyección sobre un eje vertical tomando un punto a su altura por un plano superior. 

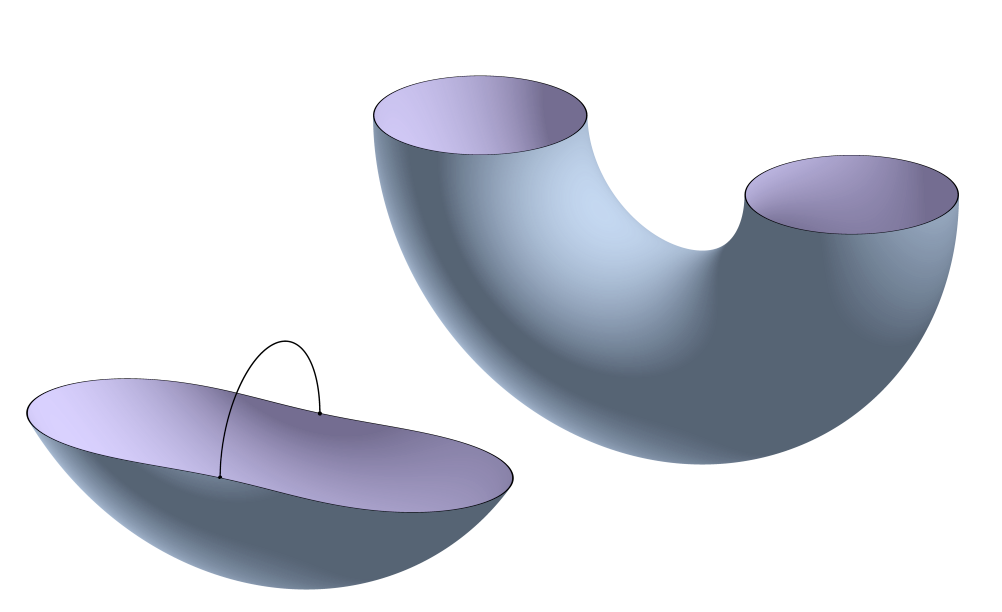
Estas figuras son homotópicamente equivalentes.

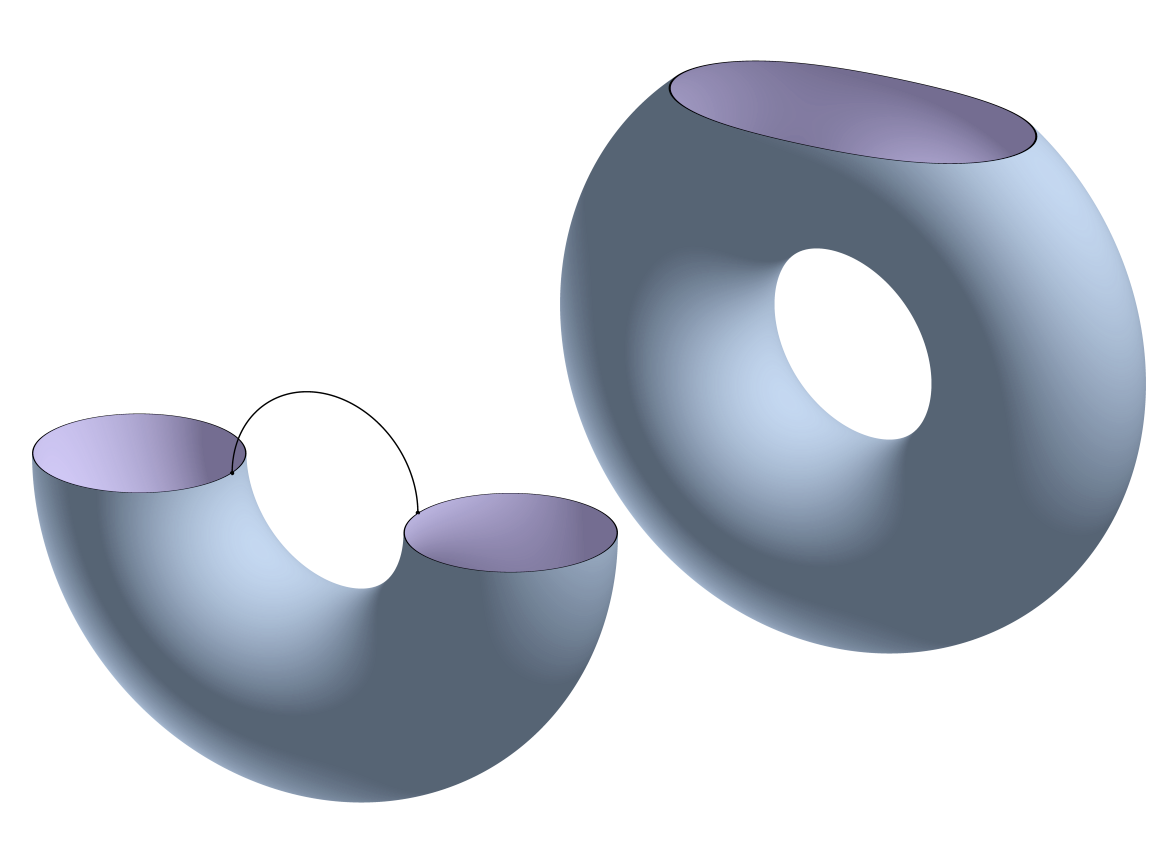
Estas figuras son homotópicamente equivalentes.

Empezando por la parte inferior del toroide p, q, r y s son los cuatro puntos críticos de índice 0, 1, 1 y 2 respectivamente. Cuando a es menor que 0, Ma es el conjunto vacío. Después de que a pase el nivel de p, cuando 0<a<f(q), Ma es un círculo, que resulta homotópicamente equivalente a un punto (0-células) que ha sido añadido al conjunto vacío. A continuación, cuando a excede el nivel de q, y f(q)<a<f(r), Ma pasa a ser un cilindro y el equivalente homotópico de un disco con 1-célula añadida. Una vez que a pasa el nivel de r y f(r)<a<f(s) Ma es un toroide sin un círculo que es el equivalente homotópico de un cilindro con 1-célula añadida. Finalmente, cuando a es mayor que el nivel crítico de s, Ma es un toroide. Un toroide, por supuesto, es lo mismo que un toroide sin un círculo con un círculo (2-células) añadido.
Por tanto, parece existir la siguiente regla: la topología de Ma no cambia excepto cuando a pasa la altura de un punto crítico, y cuando a pasa la altura de un punto crítico con índice γ, se añade una γ-célula a Ma. No obstante, esto no responde a la pregunta de qué sucede cuando dos puntos críticos se sitúan a la misma altura. Esta situación puede ser resulta mediante una ligera perturbación de f. En el caso de un paisaje (o una variedad encajada en un espacio euclídeo esta perturbación puede ser simplemente inclinar ligeramente el paisaje o rotar el sistema de coordenadas. 
Esta regla, sin embargo, es falsa como se indica. Para verlo se supone que M = R y que f(x)=x3, entonces 0 es un punto crítico de f pero la topología de Ma no cambia cuando a sobrepasa 0. De hecho, el concepto de índice carece de sentido. El problema es que la segunda derivada resulta también 0 en 0. Este tipo de situación se conoce como punto crítico degenerado. Nótese que esta situación es inestable: al rotar el sistema de coordenadas bajo la gráfica el punto crítico degenerado desaparece o se rompe en dos puntos críticos no degenerados.

## Desarrollo formal
Para una función continuamente diferenciable de valores reales f : M → R en una variedad diferenciable M, los puntos donde la diferencial de f desaparecen se llaman puntos críticos de f y sus imágenes valores críticos. Si un punto crítico b de la matriz de las segundas derivadas parciales (la matriz hessiana) es no singular entonces se denomina punto crítico no degenerado; sin embargo si es singular se denomina punto crítico degenerado.
Para las funciones
{\displaystyle f(x)=a+bx+cx^{2}+dx^{3}+\cdots }
desde R hasta R, f tiene un punto crítico en el origen si b=0, el cual es no degenerado si c≠0 (por ejemplo si tiene la forma a+cx2+...) y degenerado si c=0 (por ejemplo si tiene la forma a+dx3+...).
El índice de un punto crítico no degenerado b de f es la dimensión del subespacio más grande del espacio tangente a M en b en el cual la hessiana es negativa definida. Esto corresponde a la definición intuitiva de índice en la que es el número de direcciones en las que f disminuye. La degeneración e índice de un punto crítico son independientes del sistema de coordenadas local utilizado, como demuestra el teorema de Sylvester.

### Lema de Morse
Sea b un punto crítico no degenerado de f : M→R. Entonces existe un gráfico (x1, x2, ..., xn) en un entorno U de b en el que {\displaystyle x_{i}(b)=0} para todo i y
{\displaystyle f(x)=f(b)-x_{1}^{2}-\cdots -x_{\alpha }^{2}+x_{\alpha +1}^{2}+\cdots +x_{n}^{2}}
a lo largo de U. Aquí α es igual al índice de f en b. Como corolario del Lema de Morse se puede ver que los puntos críticos no degenerados están aislados.

### Teoremas fundamentales
Una función continuamente diferenciable de valores reales en una variedad M es una función de Morse si tiene puntos críticos no degenerados. Un resultado básico de la teoría de Morse dice que casi todas las funciones son funciones de Morse. Técnicamente, las funciones de Morse forman un subsistema abierto de todas las funciones continuamente diferenciables M → R en la topología de C2. 
Como se ha indicado previamente, la cuestión que interesa es cuando la topología de Ma = f1(-∞,a] cambia con la variación de a. La mitad de la respuesta viene dada por el siguiente teorema.
Teorema. Sea f una función continuamente diferenciable de valores reales en M, a< b, f−1[a, b] es compacta, y no hay valores críticos entre a y b. Por tanto Ma es un difeomorfismo de Mb, y Mb una retracción sobre Ma.
Resulta interesante también saber cómo la topología de Ma cambia cuando a pasa un punto crítico. El siguiente teorema responde a esa cuestión:
Teorema. Sea f una función continuamente diferenciable de valores reales en M y p un punto crítico no degenerado de f de índice γ, y f(p) = q. Supongamos que  f−1[q−ε, q+ε] es compacta y que no contiene puntos críticos junto a p. Entonces Mq+ε es homotópicamente equivalente a Mq−ε con un γ-cell añadido.
Estos resultados generalizan y formalizan la 'regla' establecida en la sección anterior. Como ha sido mencionado, la regla así definida era incorrecta y son estos teoremas los que la corrigen.
Usando los dos resultados previos y el hecho de que existe una función de Morse en cada variedad diferencial, se puede probar que cualquier variedad diferencial es un CW-complejo con n-células para cada punto crítico de índice n. Para hacer esto es necesario el hecho técnico de que se pueda arreglar para tener un único punto crítico en cada nivel crítico, que se suele probar utilizando una generalización del campo gradiente vectorial para reordenar los puntos críticos.

### Inecuaciones de Morse
La Teoría de Morse puede ser usada para probar algunos importantes resultados de la homología de variedades. El número de puntos críticos con índice γ de f : M→R es igual al número γ de células en la estructura CW en M obtenida al estudiar f. Teniendo el cuenta el hecho de que la suma alterna de rangos de grupos homólogos de un espacio topológico es igual a la suma alterna de rangos de los grupos de cadena de los cuales se computa la homología, y utilizando los grupos celulares de cadena (homología celular) está claro que la característica de Euler {\displaystyle \chi (M)} es igual a la suma
{\displaystyle \sum (-1)^{\gamma }C^{\gamma }\,=\chi (M)}
Donde Cγ es el número de puntos críticos con índice γ. Además debido a la homología celular, el rango del grupo homólogo nth del complejo CW M es menor o igual al número de n-células en M. Por tanto el rango del grupo homólogo γth, por ejemplo el número de Betti {\displaystyle b_{\gamma }(M)}, es menor o igual al número de puntos críticos de índice γ de una función de Morse en M. Estos hechos se pueden extrapolar para obtener las Inecuaciones de Morse:
{\displaystyle C^{\gamma }-C^{\gamma -1}+-\cdots -(-1)^{\gamma }C^{0}\geq b_{\gamma }(M)-b_{\gamma -1}(M)+-\cdots -(-1)^{\gamma }b_{0}(M).}
En particular, para cualquier : {\displaystyle \gamma \in \{0,\dots ,n=\dim M\},}
se tiene que : {\displaystyle C^{\gamma }\geq b_{\gamma }(M).}
Esto constituye una poderosa herramienta para el estudio de la topología de las variedades. Suponiendo una variedad cerrada en la que existe una función de Morse f : M→R con k puntos críticos, ¿en qué manera la existencia de la función f restringe M? El caso en el que k = 2 ha sido estudiado por Reeb en 1952; el Teorema de la esfera de Reeb establece que M es homeomorfo a una esfera {\displaystyle S^{n}}. Para el caso en el que k = 3 sólo es posible en un reducido número de dimensiones, y m es homeomorfo a la varianza de Eells-Kuiper.

### Homología de Morse
La homología de Morse es una particular y sencilla manera de entender la homología de las variedades suaves. Viene definida usando una función de Morse y el Variedad de Riemann. El teorema básico dice que la homología resultante es un invariante de la variedad y es isomorfa a la homología singular de la variedad; esto implica que Morse y los números de Betti no se contradicen y dan una prueba inmediata de las inecuaciones de Morse. La homología de Floer es una analogía para dimensiones infinitas. 
Ed Witten desarrolló una aproximación relacionada con la Teoría de Morse en 1982 utilizando funciones armónicas.

## Teoría de Morse-Bott
El concepto de función de Morse puede generalizarse a funciones que tengan variedades no-degeneradas de puntos críticos. Una función Morse-Bott es una función suave en una variedad cuyo conjunto crítico es una subvariedad cerrada y cuya matriz hessiana es no-degenerada en la dirección normal. La función de Morse es el caso especial en el que las variedades críticas son cero-dimensionales (de modo que la matriz hessiana en los puntos críticos es no-degenerada en cualquier dirección). El índice más habitual sería 
{\displaystyle (i_{-},i_{+}),}
donde i− es la dimensión de la variedad inestable en el punto crítico dado, y i+ es i− más la dimensión de la variedad crítica. Si la función de Morse-Bott se perturba con una pequeña función en el punto crítico, entonces el índice de todos los puntos críticos de esta función perturbadora en la variedad de la función sin perturbar, estará comprendido entre i− y i+).
Las funciones de Morse-Bott resultan útiles ya que resulta complejo trabajar con las funciones genéricas de Morse; ya que las funciones que se visualizan fácilmente son por lo general aquellas que poseen simetrías. 
Un ejemplo de funciones de Morse-Bott son las funciones circulares en las que los conjuntos críticos son (disjuntas uniones de) círculos.
La homología de Morse también se puede formular como funciones de Morse-Bott.